# Głód miłości
Głód miłości (ang. Trouble Every Day) − francusko-niemiecko-japoński film fabularny z 2001 roku w reżyserii Claire Denis. Zdjęcia kręcono w Paryżu. Film miał swoją premierę podczas 54. MFF w Cannes.

## Nagrody i wyróżnienia
- 2001, MFF w Sitges:
  - nominacja do nagrody dla najlepszego filmu
- 2001, Namur International Festival of French-Speaking Film:
  - nominacja do nagrody Golden Bayard w kategorii najlepszy film
- 2003, Fangoria Chainsaw Awards:
  - nominacja do nagrody Chainsaw w kategorii najlepsza ścieżka dźwiękowa